# Spiclypeus shipporum
Spiclypeus shipporum es la única especie conocida del género extinto Spiclypeus de dinosaurio ceratopsio casmosaurino , que  vivió a finales del período Cretácico, hace aproximadamente 76 millones de años, durante el Campaniense de lo que es hoy Norteamérica. Sus restos se hallaron en sedimentos de la Formación Río Judith, en Montana, Estados Unidos. 

## Descripción
Spiclypeus es un ceratopciano de tamaño grande con una longitud estimada de 4,5 a 6 metros y un peso de unas 3 a 4 toneladas., es único entre los Chasmosaurinae por tener un hueso nasal con surcos y un contacto en la superficie lateral de la proyección posterior del premaxilar. Spiclypeus es además único por tener la siguiente combinación de características: los cuernos encima de las cuencas oculares se proyectan hacia atrás y los lados, todos los seis epiparietales, los cuernos de la gola, están fusionados en su base, los dos primeros pares de epiparietales se curvan hacia abajo en la superficie de la gola en su zona frontal, mientras que el tercer par de epiparietales apunta hacia atrás y hacia la línea media de la gola.

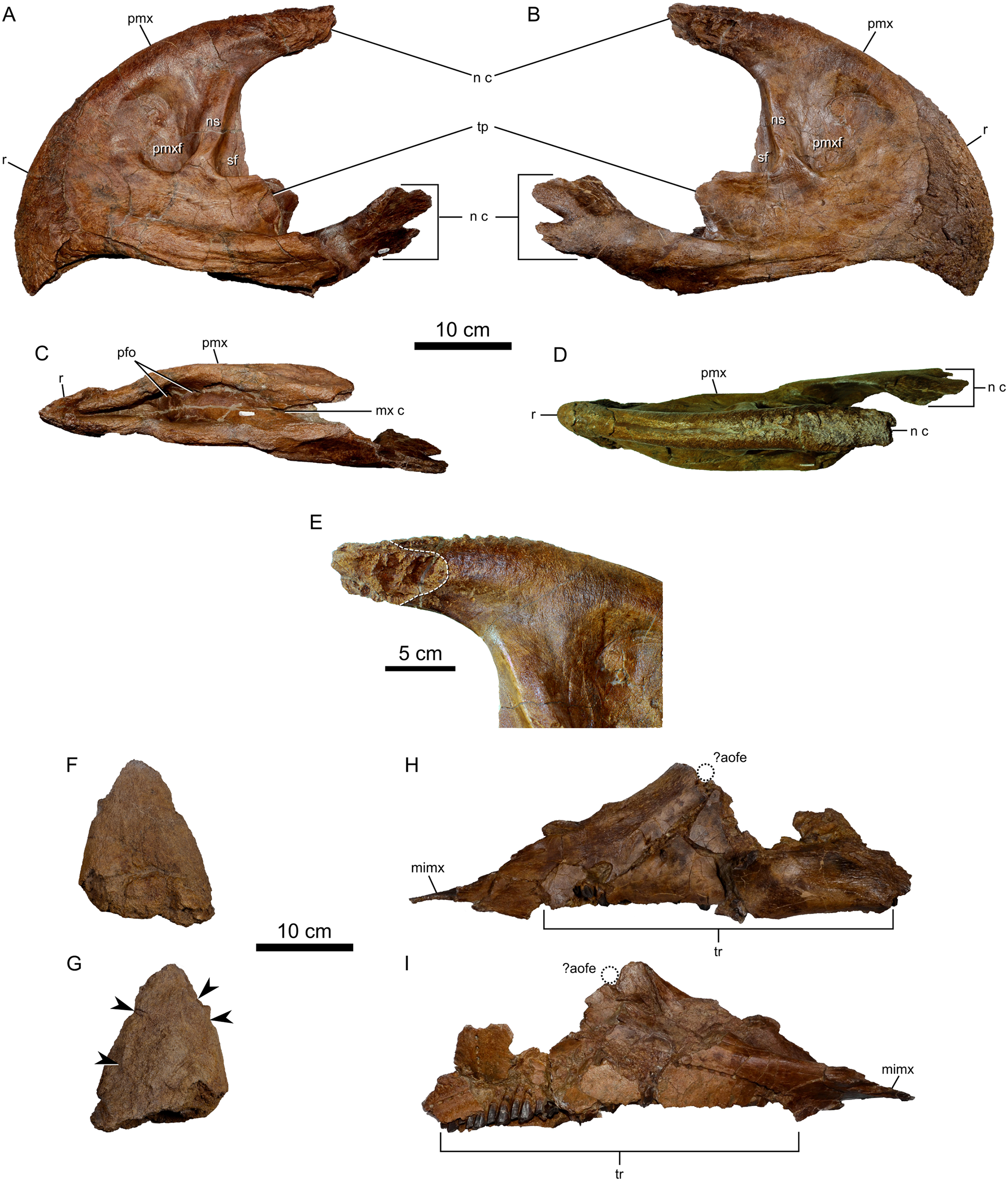
Elementos del hocico.

Entre los demás casmosaurinos de la Formación Río Judith, Spiclypeus puede ser distinguido directamente de Judiceratops, Medusaceratops y Mercuriceratops. Sin embargo, es morfológicamente similar a la especie de casmosaurino dudoso Ceratops montanus de la Formación Río Judith y a Pentaceratops aquilonius de la Formación Dinosaur Park, localizada justo sobre la frontera Canadá-Estados Unidos y de edad similar y de hecho estas tres formas podrían ser una sola especie, lo cual no puede ser probado concluyentemente debido a la naturaleza fragmentaria de los especímenes tipo de estos dinosaurios.
El cráneo tiene una longitud reconstruida de 167 centímetros. El hueso rostral, el núcleo del pico superior, está fuertemente ganchudo. La rama ascendente del premaxilla tiene una superficie exterior muy rugosa, con muchos hoyos profundos, lo que indica una fuerte conexión con el hueso nasal. Las depresiones en los lados exteriores de los premaxilares no están conectadas por una perforación, aunque la vaina ósea de separación es muy delgada, de un milímetro. El cuerno nasal triangular tiene una longitud de 166 milímetros. El maxilar tiene al menos veintiocho posiciones en la batería de dientes, cada una con tres a cinco dientes apilados. Los cuernos postorbitales, o frontales, miden 228 el de la izquierda y 246 el de la derecha milímetros de largo. Se proyectan fuertemente hacia un lado, en un ángulo de 50° con la línea media del cráneo. Sus puntas se curvan gradualmente hacia abajo.
El volante de calavera relativamente plano tiene un perfil triangular visto desde arriba, con lados ligeramente convexos y esquinas traseras divergentes separadas por una muesca ancha en el borde trasero. La estructura está perforada por grandes aberturas alargadas, las fenestras parietales. El volante de Spiclypeus presenta un patrón único de osificaciones de la piel u osteodermos que adornan su borde. Los huesos laterales del escudo del cuello, los escamosos, llevan episcamosos, con el holotipo individual seis en el lado izquierdo y siete en el lado derecho. El episquamosal frontal se proyecta en la muesca yugal entre el volante y los elementos de la mejilla y forma un triángulo de seis a siete centímetros de largo. Más hacia atrás, los episquamosals se vuelven gradualmente más anchos y más bajos, pero finalmente aumentan de longitud nuevamente.

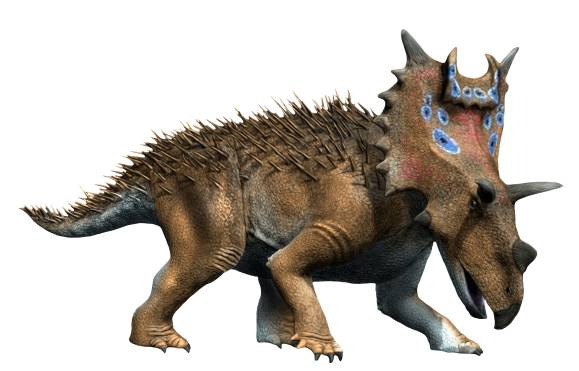
Restauración de la vida con plumas especulativas

Los huesos posteriores del volante, los parietales, llevan cada uno tres epiparietales. en Spilypeus estos son osteodermos muy anchos, conectados y fusionados en sus bases para formar una vaina ósea continua que cubre casi todo el borde posterior del volante. En la muesca ancha en el centro del borde del volante trasero, esta vaina se riza hacia el frente, sobrecreciendo la barra parietal transversal detrás de las fenestras. El colgajo óseo representa el primer y segundo par epiparietal, los "P1" y "P2", como lo demuestran los puntos de osteodermo aún visibles, los del primer par apuntando hacia el frente cerca de la línea media, los del segundo par formando las esquinas de la solapa. Los terceros epiparietales, que apuntan hacia atrás, juntos forman una construcción en forma de pinza alrededor de la muesca. En cada esquina trasera del volante hay un osteodermo muy grande. A medida que se extiende por la sutura entre el escamoso y el parietal.

## Descubrimiento e investigación
En 2000, Bill D. Shipp, un físico nuclear, compró Paradise Point Ranch cerca de la ciudad de Winifred, en el condado de Fergus. Creyendo que su tierra contenía fósiles, Shipp contrató al veterano coleccionista local de fósiles John C. Gilpatrick para explorar el terreno juntos. En su primer viaje durante una tarde de septiembre de 2005, Shipp encontró el espécimen de Spiclypeus en su tierra en Montana. Vio un fémur que sobresalía de una colina en Judith River Breaks. Shipp luego contrató al paleontólogo aficionado Joe Small para excavar los fósiles. A un costo de varios cientos de miles de dólares, se construyó un camino para permitir que una excavadora retirara el bochón que cubría el cráneo del espécimen. En 2007, Small y su equipo lograron asegurar todos los huesos restantes. Los fósiles fueron preparados en el White River Preparium en Hill City. Fueron estudiados por Christopher Ott en el Museo de Ciencias de la Tierra Weis en Menasha para proporcionar una descripción científica. Peter Larson del Instituto Black Hills hizo moldes de los huesos. Estos se usaron para hacer una reconstrucción completa del cráneo, las partes faltantes se basaron en las de Triceratops. De esta reconstrucción se hicieron nuevamente vaciados, vendidos a varios museos. Durante este tiempo, el espécimen se llamó informalmente "Judith" por la formación del río Judith. En febrero de 2015, se le pidió al paleontólogo Jordan Mallon que cooperara en la redacción de una publicación científica que nombrara al taxón . El espécimen se vendió al Museo Canadiense de la Naturaleza por 350.000 dólares, cubriendo los gastos de Shipp.

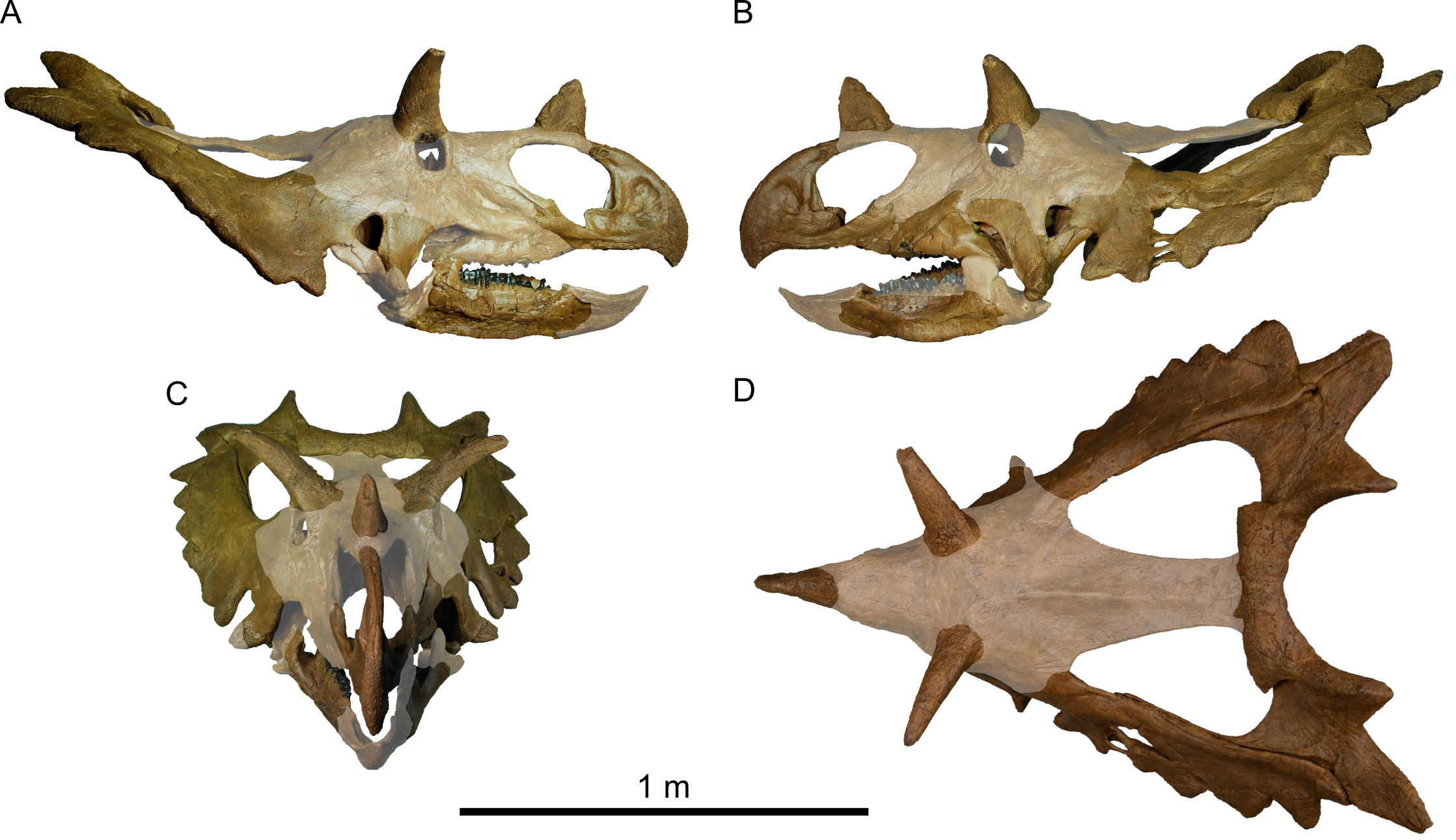
Reconstrucción del cráneo en vistas múltiples; las partes faltantes se muestran sombreadas.

Spiclypeus solo contiene a una especie, S. shipporum, descrita y nombrada originalmente en 2016 por Jordan C. Mallon, Christopher J. Ott, Peter L. Larson, Edward M. Iuliano y David C. Evans. El nombre del género se deriva del latín spica, que significa "espina", y clypeus, que significa "escudo", en referencia a su característica gola ornamentada con varias osificaciones grandes en forma de cuernecillos espinosos en el borde de la misma. El nombre de la especie, shipporum honra al Dr. Bill y a Linda Shipp, los propietarios originales del espécimen tipo, y a su familia. Spiclypeus es conocido exclusivamente a partir del espécimen holotipo CMN 57081 el cual es alojado en el Museo Canadiense de la Naturaleza en Ottawa, Ontario. Está compuesto por un cráneo parcial articulado (~50% completo), así como varios elementos del postcráneo. Este fue recolectado, tras el descubrimiento por B.D. Shipp en septiembre de 2005, cerca del pueblo de Winifred, en el Condado de Fergus, en la zona inferior del Miembro Coal Ridge de la Formación Río Judith a varios metros por encima de la discontinuidad media de la Fm. Judith, la cual data de entre 76.24±0.18 a 75.21±0.12 millones de años.

## Clasificación
Spiclypeus fue situado en 2016 en la subfamilia Chasmosaurinae. Formaba parte del linaje de Chasmosaurus en lugar de ser cercano al de Triceratops, siendo la especie hermana de un clado formado por Kosmoceratops y Vagaceratops. A continuación se muestra el resultado de su análisis filogenético después de la eliminación de Bravoceratops que se agrupa con Coahuilaceratops o en la rama Triceratops y Eotriceratops, que se encontró que disminuyó la resolución en la rama Triceratops. Dentro de Triceratopsini el análisis recuperó una politomía de seis taxones incluyendo Ojoceratops , Titanoceratops , Nedoceratops , Torosaurus latus, “Torosaurus” utahensis , y un clado formado por las dos especies de Triceratops.

### Filogenia

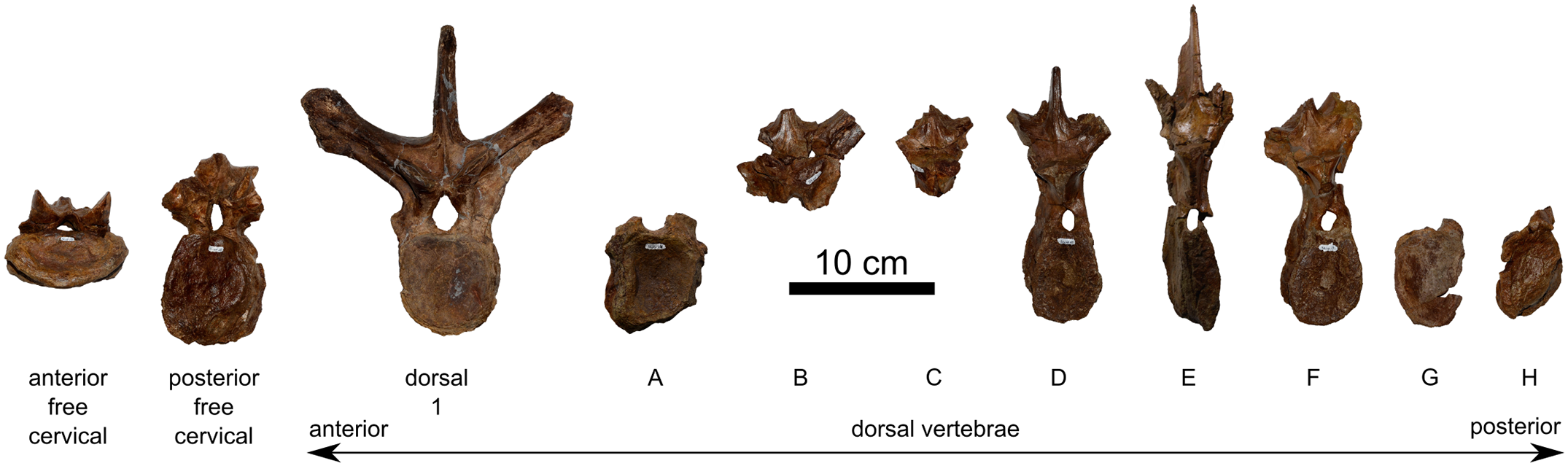
Vértebras

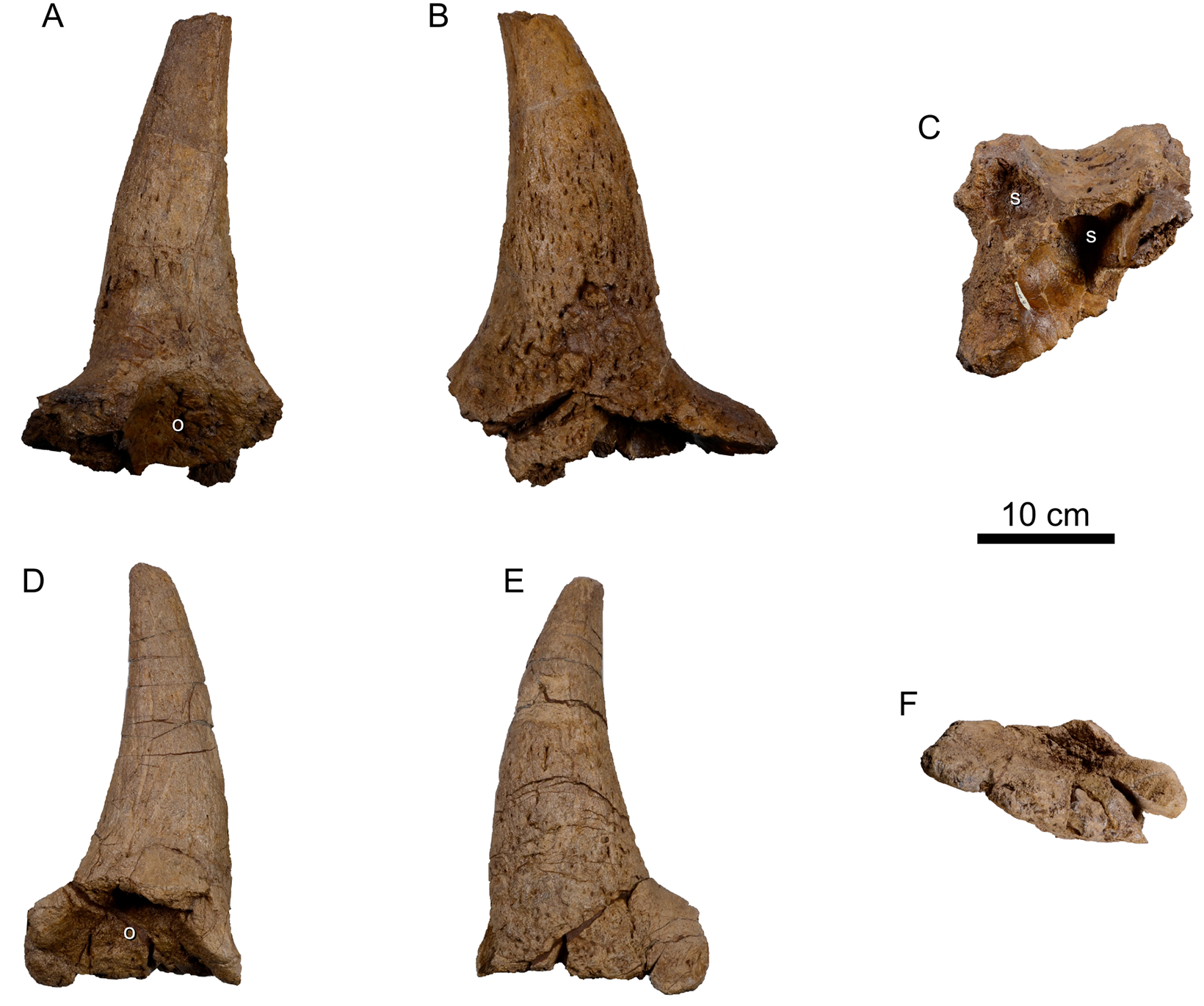
Corazón de los cuernos postorbitales en vistas múltiples

|  | Spiclypeus shipporum                                                                  |
|  |                                                                                       |
|  | \| \| Kosmoceratops richardsoni \| \| \| \| \| \| Vagaceratops irvinensis \| \| \| \| |
|  |                                                                                       |
|  | Kosmoceratops richardsoni                                                             |
|  |                                                                                       |
|  | Vagaceratops irvinensis                                                               |
|  |                                                                                       |

|  | Kosmoceratops richardsoni |
|  |                           |
|  | Vagaceratops irvinensis   |
|  |                           |

|  | Spiclypeus shipporum                                                                  |
|  |                                                                                       |
|  | \| \| Kosmoceratops richardsoni \| \| \| \| \| \| Vagaceratops irvinensis \| \| \| \| |
|  |                                                                                       |
|  | Kosmoceratops richardsoni                                                             |
|  |                                                                                       |
|  | Vagaceratops irvinensis                                                               |
|  |                                                                                       |

|  | Kosmoceratops richardsoni |
|  |                           |
|  | Vagaceratops irvinensis   |
|  |                           |

|  | Spiclypeus shipporum                                                                  |
|  |                                                                                       |
|  | \| \| Kosmoceratops richardsoni \| \| \| \| \| \| Vagaceratops irvinensis \| \| \| \| |
|  |                                                                                       |
|  | Kosmoceratops richardsoni                                                             |
|  |                                                                                       |
|  | Vagaceratops irvinensis                                                               |
|  |                                                                                       |

|  | Kosmoceratops richardsoni |
|  |                           |
|  | Vagaceratops irvinensis   |
|  |                           |

|  | Spiclypeus shipporum                                                                  |
|  |                                                                                       |
|  | \| \| Kosmoceratops richardsoni \| \| \| \| \| \| Vagaceratops irvinensis \| \| \| \| |
|  |                                                                                       |
|  | Kosmoceratops richardsoni                                                             |
|  |                                                                                       |
|  | Vagaceratops irvinensis                                                               |
|  |                                                                                       |

|  | Kosmoceratops richardsoni |
|  |                           |
|  | Vagaceratops irvinensis   |
|  |                           |

|  | Mojoceratops perifania                                                       |
|  |                                                                              |
|  | \| \| Chasmosaurus belli \| \| \| \| \| \| Chasmosaurus russelli \| \| \| \| |
|  |                                                                              |
|  | Chasmosaurus belli                                                           |
|  |                                                                              |
|  | Chasmosaurus russelli                                                        |
|  |                                                                              |

|  | Chasmosaurus belli    |
|  |                       |
|  | Chasmosaurus russelli |
|  |                       |

|  | Mojoceratops perifania                                                       |
|  |                                                                              |
|  | \| \| Chasmosaurus belli \| \| \| \| \| \| Chasmosaurus russelli \| \| \| \| |
|  |                                                                              |
|  | Chasmosaurus belli                                                           |
|  |                                                                              |
|  | Chasmosaurus russelli                                                        |
|  |                                                                              |

|  | Chasmosaurus belli    |
|  |                       |
|  | Chasmosaurus russelli |
|  |                       |

|  | Spiclypeus shipporum                                                                  |
|  |                                                                                       |
|  | \| \| Kosmoceratops richardsoni \| \| \| \| \| \| Vagaceratops irvinensis \| \| \| \| |
|  |                                                                                       |
|  | Kosmoceratops richardsoni                                                             |
|  |                                                                                       |
|  | Vagaceratops irvinensis                                                               |
|  |                                                                                       |

|  | Kosmoceratops richardsoni |
|  |                           |
|  | Vagaceratops irvinensis   |
|  |                           |

|  | Spiclypeus shipporum                                                                  |
|  |                                                                                       |
|  | \| \| Kosmoceratops richardsoni \| \| \| \| \| \| Vagaceratops irvinensis \| \| \| \| |
|  |                                                                                       |
|  | Kosmoceratops richardsoni                                                             |
|  |                                                                                       |
|  | Vagaceratops irvinensis                                                               |
|  |                                                                                       |

|  | Kosmoceratops richardsoni |
|  |                           |
|  | Vagaceratops irvinensis   |
|  |                           |

|  | Spiclypeus shipporum                                                                  |
|  |                                                                                       |
|  | \| \| Kosmoceratops richardsoni \| \| \| \| \| \| Vagaceratops irvinensis \| \| \| \| |
|  |                                                                                       |
|  | Kosmoceratops richardsoni                                                             |
|  |                                                                                       |
|  | Vagaceratops irvinensis                                                               |
|  |                                                                                       |

|  | Kosmoceratops richardsoni |
|  |                           |
|  | Vagaceratops irvinensis   |
|  |                           |

|  | Spiclypeus shipporum                                                                  |
|  |                                                                                       |
|  | \| \| Kosmoceratops richardsoni \| \| \| \| \| \| Vagaceratops irvinensis \| \| \| \| |
|  |                                                                                       |
|  | Kosmoceratops richardsoni                                                             |
|  |                                                                                       |
|  | Vagaceratops irvinensis                                                               |
|  |                                                                                       |

|  | Kosmoceratops richardsoni |
|  |                           |
|  | Vagaceratops irvinensis   |
|  |                           |

|  | Mojoceratops perifania                                                       |
|  |                                                                              |
|  | \| \| Chasmosaurus belli \| \| \| \| \| \| Chasmosaurus russelli \| \| \| \| |
|  |                                                                              |
|  | Chasmosaurus belli                                                           |
|  |                                                                              |
|  | Chasmosaurus russelli                                                        |
|  |                                                                              |

|  | Chasmosaurus belli    |
|  |                       |
|  | Chasmosaurus russelli |
|  |                       |

|  | Mojoceratops perifania                                                       |
|  |                                                                              |
|  | \| \| Chasmosaurus belli \| \| \| \| \| \| Chasmosaurus russelli \| \| \| \| |
|  |                                                                              |
|  | Chasmosaurus belli                                                           |
|  |                                                                              |
|  | Chasmosaurus russelli                                                        |
|  |                                                                              |

|  | Chasmosaurus belli    |
|  |                       |
|  | Chasmosaurus russelli |
|  |                       |

|  | Spiclypeus shipporum                                                                  |
|  |                                                                                       |
|  | \| \| Kosmoceratops richardsoni \| \| \| \| \| \| Vagaceratops irvinensis \| \| \| \| |
|  |                                                                                       |
|  | Kosmoceratops richardsoni                                                             |
|  |                                                                                       |
|  | Vagaceratops irvinensis                                                               |
|  |                                                                                       |

|  | Kosmoceratops richardsoni |
|  |                           |
|  | Vagaceratops irvinensis   |
|  |                           |

|  | Spiclypeus shipporum                                                                  |
|  |                                                                                       |
|  | \| \| Kosmoceratops richardsoni \| \| \| \| \| \| Vagaceratops irvinensis \| \| \| \| |
|  |                                                                                       |
|  | Kosmoceratops richardsoni                                                             |
|  |                                                                                       |
|  | Vagaceratops irvinensis                                                               |
|  |                                                                                       |

|  | Kosmoceratops richardsoni |
|  |                           |
|  | Vagaceratops irvinensis   |
|  |                           |

|  | Spiclypeus shipporum                                                                  |
|  |                                                                                       |
|  | \| \| Kosmoceratops richardsoni \| \| \| \| \| \| Vagaceratops irvinensis \| \| \| \| |
|  |                                                                                       |
|  | Kosmoceratops richardsoni                                                             |
|  |                                                                                       |
|  | Vagaceratops irvinensis                                                               |
|  |                                                                                       |

|  | Kosmoceratops richardsoni |
|  |                           |
|  | Vagaceratops irvinensis   |
|  |                           |

|  | Spiclypeus shipporum                                                                  |
|  |                                                                                       |
|  | \| \| Kosmoceratops richardsoni \| \| \| \| \| \| Vagaceratops irvinensis \| \| \| \| |
|  |                                                                                       |
|  | Kosmoceratops richardsoni                                                             |
|  |                                                                                       |
|  | Vagaceratops irvinensis                                                               |
|  |                                                                                       |

|  | Kosmoceratops richardsoni |
|  |                           |
|  | Vagaceratops irvinensis   |
|  |                           |

|  | Mojoceratops perifania                                                       |
|  |                                                                              |
|  | \| \| Chasmosaurus belli \| \| \| \| \| \| Chasmosaurus russelli \| \| \| \| |
|  |                                                                              |
|  | Chasmosaurus belli                                                           |
|  |                                                                              |
|  | Chasmosaurus russelli                                                        |
|  |                                                                              |

|  | Chasmosaurus belli    |
|  |                       |
|  | Chasmosaurus russelli |
|  |                       |

|  | Mojoceratops perifania                                                       |
|  |                                                                              |
|  | \| \| Chasmosaurus belli \| \| \| \| \| \| Chasmosaurus russelli \| \| \| \| |
|  |                                                                              |
|  | Chasmosaurus belli                                                           |
|  |                                                                              |
|  | Chasmosaurus russelli                                                        |
|  |                                                                              |

|  | Chasmosaurus belli    |
|  |                       |
|  | Chasmosaurus russelli |
|  |                       |

|  | Spiclypeus shipporum                                                                  |
|  |                                                                                       |
|  | \| \| Kosmoceratops richardsoni \| \| \| \| \| \| Vagaceratops irvinensis \| \| \| \| |
|  |                                                                                       |
|  | Kosmoceratops richardsoni                                                             |
|  |                                                                                       |
|  | Vagaceratops irvinensis                                                               |
|  |                                                                                       |

|  | Kosmoceratops richardsoni |
|  |                           |
|  | Vagaceratops irvinensis   |
|  |                           |

|  | Spiclypeus shipporum                                                                  |
|  |                                                                                       |
|  | \| \| Kosmoceratops richardsoni \| \| \| \| \| \| Vagaceratops irvinensis \| \| \| \| |
|  |                                                                                       |
|  | Kosmoceratops richardsoni                                                             |
|  |                                                                                       |
|  | Vagaceratops irvinensis                                                               |
|  |                                                                                       |

|  | Kosmoceratops richardsoni |
|  |                           |
|  | Vagaceratops irvinensis   |
|  |                           |

|  | Spiclypeus shipporum                                                                  |
|  |                                                                                       |
|  | \| \| Kosmoceratops richardsoni \| \| \| \| \| \| Vagaceratops irvinensis \| \| \| \| |
|  |                                                                                       |
|  | Kosmoceratops richardsoni                                                             |
|  |                                                                                       |
|  | Vagaceratops irvinensis                                                               |
|  |                                                                                       |

|  | Kosmoceratops richardsoni |
|  |                           |
|  | Vagaceratops irvinensis   |
|  |                           |

|  | Spiclypeus shipporum                                                                  |
|  |                                                                                       |
|  | \| \| Kosmoceratops richardsoni \| \| \| \| \| \| Vagaceratops irvinensis \| \| \| \| |
|  |                                                                                       |
|  | Kosmoceratops richardsoni                                                             |
|  |                                                                                       |
|  | Vagaceratops irvinensis                                                               |
|  |                                                                                       |

|  | Kosmoceratops richardsoni |
|  |                           |
|  | Vagaceratops irvinensis   |
|  |                           |

|  | Mojoceratops perifania                                                       |
|  |                                                                              |
|  | \| \| Chasmosaurus belli \| \| \| \| \| \| Chasmosaurus russelli \| \| \| \| |
|  |                                                                              |
|  | Chasmosaurus belli                                                           |
|  |                                                                              |
|  | Chasmosaurus russelli                                                        |
|  |                                                                              |

|  | Chasmosaurus belli    |
|  |                       |
|  | Chasmosaurus russelli |
|  |                       |

|  | Mojoceratops perifania                                                       |
|  |                                                                              |
|  | \| \| Chasmosaurus belli \| \| \| \| \| \| Chasmosaurus russelli \| \| \| \| |
|  |                                                                              |
|  | Chasmosaurus belli                                                           |
|  |                                                                              |
|  | Chasmosaurus russelli                                                        |
|  |                                                                              |

|  | Chasmosaurus belli    |
|  |                       |
|  | Chasmosaurus russelli |
|  |                       |

|  | Anchiceratops ornatus                                                        |
|  |                                                                              |
|  | Regaliceratops peterhewsi                                                    |
|  |                                                                              |
|  | \| \| Arrhinoceratops brachyops \| \| \| \| \| \| Triceratopsini \| \| \| \| |
|  |                                                                              |
|  | Arrhinoceratops brachyops                                                    |
|  |                                                                              |
|  | Triceratopsini                                                               |
|  |                                                                              |

|  | Arrhinoceratops brachyops |
|  |                           |
|  | Triceratopsini            |
|  |                           |

|  | Spiclypeus shipporum                                                                  |
|  |                                                                                       |
|  | \| \| Kosmoceratops richardsoni \| \| \| \| \| \| Vagaceratops irvinensis \| \| \| \| |
|  |                                                                                       |
|  | Kosmoceratops richardsoni                                                             |
|  |                                                                                       |
|  | Vagaceratops irvinensis                                                               |
|  |                                                                                       |

|  | Kosmoceratops richardsoni |
|  |                           |
|  | Vagaceratops irvinensis   |
|  |                           |

|  | Spiclypeus shipporum                                                                  |
|  |                                                                                       |
|  | \| \| Kosmoceratops richardsoni \| \| \| \| \| \| Vagaceratops irvinensis \| \| \| \| |
|  |                                                                                       |
|  | Kosmoceratops richardsoni                                                             |
|  |                                                                                       |
|  | Vagaceratops irvinensis                                                               |
|  |                                                                                       |

|  | Kosmoceratops richardsoni |
|  |                           |
|  | Vagaceratops irvinensis   |
|  |                           |

|  | Spiclypeus shipporum                                                                  |
|  |                                                                                       |
|  | \| \| Kosmoceratops richardsoni \| \| \| \| \| \| Vagaceratops irvinensis \| \| \| \| |
|  |                                                                                       |
|  | Kosmoceratops richardsoni                                                             |
|  |                                                                                       |
|  | Vagaceratops irvinensis                                                               |
|  |                                                                                       |

|  | Kosmoceratops richardsoni |
|  |                           |
|  | Vagaceratops irvinensis   |
|  |                           |

|  | Spiclypeus shipporum                                                                  |
|  |                                                                                       |
|  | \| \| Kosmoceratops richardsoni \| \| \| \| \| \| Vagaceratops irvinensis \| \| \| \| |
|  |                                                                                       |
|  | Kosmoceratops richardsoni                                                             |
|  |                                                                                       |
|  | Vagaceratops irvinensis                                                               |
|  |                                                                                       |

|  | Kosmoceratops richardsoni |
|  |                           |
|  | Vagaceratops irvinensis   |
|  |                           |

|  | Mojoceratops perifania                                                       |
|  |                                                                              |
|  | \| \| Chasmosaurus belli \| \| \| \| \| \| Chasmosaurus russelli \| \| \| \| |
|  |                                                                              |
|  | Chasmosaurus belli                                                           |
|  |                                                                              |
|  | Chasmosaurus russelli                                                        |
|  |                                                                              |

|  | Chasmosaurus belli    |
|  |                       |
|  | Chasmosaurus russelli |
|  |                       |

|  | Mojoceratops perifania                                                       |
|  |                                                                              |
|  | \| \| Chasmosaurus belli \| \| \| \| \| \| Chasmosaurus russelli \| \| \| \| |
|  |                                                                              |
|  | Chasmosaurus belli                                                           |
|  |                                                                              |
|  | Chasmosaurus russelli                                                        |
|  |                                                                              |

|  | Chasmosaurus belli    |
|  |                       |
|  | Chasmosaurus russelli |
|  |                       |

|  | Spiclypeus shipporum                                                                  |
|  |                                                                                       |
|  | \| \| Kosmoceratops richardsoni \| \| \| \| \| \| Vagaceratops irvinensis \| \| \| \| |
|  |                                                                                       |
|  | Kosmoceratops richardsoni                                                             |
|  |                                                                                       |
|  | Vagaceratops irvinensis                                                               |
|  |                                                                                       |

|  | Kosmoceratops richardsoni |
|  |                           |
|  | Vagaceratops irvinensis   |
|  |                           |

|  | Spiclypeus shipporum                                                                  |
|  |                                                                                       |
|  | \| \| Kosmoceratops richardsoni \| \| \| \| \| \| Vagaceratops irvinensis \| \| \| \| |
|  |                                                                                       |
|  | Kosmoceratops richardsoni                                                             |
|  |                                                                                       |
|  | Vagaceratops irvinensis                                                               |
|  |                                                                                       |

|  | Kosmoceratops richardsoni |
|  |                           |
|  | Vagaceratops irvinensis   |
|  |                           |

|  | Spiclypeus shipporum                                                                  |
|  |                                                                                       |
|  | \| \| Kosmoceratops richardsoni \| \| \| \| \| \| Vagaceratops irvinensis \| \| \| \| |
|  |                                                                                       |
|  | Kosmoceratops richardsoni                                                             |
|  |                                                                                       |
|  | Vagaceratops irvinensis                                                               |
|  |                                                                                       |

|  | Kosmoceratops richardsoni |
|  |                           |
|  | Vagaceratops irvinensis   |
|  |                           |

|  | Spiclypeus shipporum                                                                  |
|  |                                                                                       |
|  | \| \| Kosmoceratops richardsoni \| \| \| \| \| \| Vagaceratops irvinensis \| \| \| \| |
|  |                                                                                       |
|  | Kosmoceratops richardsoni                                                             |
|  |                                                                                       |
|  | Vagaceratops irvinensis                                                               |
|  |                                                                                       |

|  | Kosmoceratops richardsoni |
|  |                           |
|  | Vagaceratops irvinensis   |
|  |                           |

|  | Mojoceratops perifania                                                       |
|  |                                                                              |
|  | \| \| Chasmosaurus belli \| \| \| \| \| \| Chasmosaurus russelli \| \| \| \| |
|  |                                                                              |
|  | Chasmosaurus belli                                                           |
|  |                                                                              |
|  | Chasmosaurus russelli                                                        |
|  |                                                                              |

|  | Chasmosaurus belli    |
|  |                       |
|  | Chasmosaurus russelli |
|  |                       |

|  | Mojoceratops perifania                                                       |
|  |                                                                              |
|  | \| \| Chasmosaurus belli \| \| \| \| \| \| Chasmosaurus russelli \| \| \| \| |
|  |                                                                              |
|  | Chasmosaurus belli                                                           |
|  |                                                                              |
|  | Chasmosaurus russelli                                                        |
|  |                                                                              |

|  | Chasmosaurus belli    |
|  |                       |
|  | Chasmosaurus russelli |
|  |                       |

|  | Spiclypeus shipporum                                                                  |
|  |                                                                                       |
|  | \| \| Kosmoceratops richardsoni \| \| \| \| \| \| Vagaceratops irvinensis \| \| \| \| |
|  |                                                                                       |
|  | Kosmoceratops richardsoni                                                             |
|  |                                                                                       |
|  | Vagaceratops irvinensis                                                               |
|  |                                                                                       |

|  | Kosmoceratops richardsoni |
|  |                           |
|  | Vagaceratops irvinensis   |
|  |                           |

|  | Spiclypeus shipporum                                                                  |
|  |                                                                                       |
|  | \| \| Kosmoceratops richardsoni \| \| \| \| \| \| Vagaceratops irvinensis \| \| \| \| |
|  |                                                                                       |
|  | Kosmoceratops richardsoni                                                             |
|  |                                                                                       |
|  | Vagaceratops irvinensis                                                               |
|  |                                                                                       |

|  | Kosmoceratops richardsoni |
|  |                           |
|  | Vagaceratops irvinensis   |
|  |                           |

|  | Spiclypeus shipporum                                                                  |
|  |                                                                                       |
|  | \| \| Kosmoceratops richardsoni \| \| \| \| \| \| Vagaceratops irvinensis \| \| \| \| |
|  |                                                                                       |
|  | Kosmoceratops richardsoni                                                             |
|  |                                                                                       |
|  | Vagaceratops irvinensis                                                               |
|  |                                                                                       |

|  | Kosmoceratops richardsoni |
|  |                           |
|  | Vagaceratops irvinensis   |
|  |                           |

|  | Spiclypeus shipporum                                                                  |
|  |                                                                                       |
|  | \| \| Kosmoceratops richardsoni \| \| \| \| \| \| Vagaceratops irvinensis \| \| \| \| |
|  |                                                                                       |
|  | Kosmoceratops richardsoni                                                             |
|  |                                                                                       |
|  | Vagaceratops irvinensis                                                               |
|  |                                                                                       |

|  | Kosmoceratops richardsoni |
|  |                           |
|  | Vagaceratops irvinensis   |
|  |                           |

|  | Mojoceratops perifania                                                       |
|  |                                                                              |
|  | \| \| Chasmosaurus belli \| \| \| \| \| \| Chasmosaurus russelli \| \| \| \| |
|  |                                                                              |
|  | Chasmosaurus belli                                                           |
|  |                                                                              |
|  | Chasmosaurus russelli                                                        |
|  |                                                                              |

|  | Chasmosaurus belli    |
|  |                       |
|  | Chasmosaurus russelli |
|  |                       |

|  | Mojoceratops perifania                                                       |
|  |                                                                              |
|  | \| \| Chasmosaurus belli \| \| \| \| \| \| Chasmosaurus russelli \| \| \| \| |
|  |                                                                              |
|  | Chasmosaurus belli                                                           |
|  |                                                                              |
|  | Chasmosaurus russelli                                                        |
|  |                                                                              |

|  | Chasmosaurus belli    |
|  |                       |
|  | Chasmosaurus russelli |
|  |                       |

|  | Spiclypeus shipporum                                                                  |
|  |                                                                                       |
|  | \| \| Kosmoceratops richardsoni \| \| \| \| \| \| Vagaceratops irvinensis \| \| \| \| |
|  |                                                                                       |
|  | Kosmoceratops richardsoni                                                             |
|  |                                                                                       |
|  | Vagaceratops irvinensis                                                               |
|  |                                                                                       |

|  | Kosmoceratops richardsoni |
|  |                           |
|  | Vagaceratops irvinensis   |
|  |                           |

|  | Spiclypeus shipporum                                                                  |
|  |                                                                                       |
|  | \| \| Kosmoceratops richardsoni \| \| \| \| \| \| Vagaceratops irvinensis \| \| \| \| |
|  |                                                                                       |
|  | Kosmoceratops richardsoni                                                             |
|  |                                                                                       |
|  | Vagaceratops irvinensis                                                               |
|  |                                                                                       |

|  | Kosmoceratops richardsoni |
|  |                           |
|  | Vagaceratops irvinensis   |
|  |                           |

|  | Spiclypeus shipporum                                                                  |
|  |                                                                                       |
|  | \| \| Kosmoceratops richardsoni \| \| \| \| \| \| Vagaceratops irvinensis \| \| \| \| |
|  |                                                                                       |
|  | Kosmoceratops richardsoni                                                             |
|  |                                                                                       |
|  | Vagaceratops irvinensis                                                               |
|  |                                                                                       |

|  | Kosmoceratops richardsoni |
|  |                           |
|  | Vagaceratops irvinensis   |
|  |                           |

|  | Spiclypeus shipporum                                                                  |
|  |                                                                                       |
|  | \| \| Kosmoceratops richardsoni \| \| \| \| \| \| Vagaceratops irvinensis \| \| \| \| |
|  |                                                                                       |
|  | Kosmoceratops richardsoni                                                             |
|  |                                                                                       |
|  | Vagaceratops irvinensis                                                               |
|  |                                                                                       |

|  | Kosmoceratops richardsoni |
|  |                           |
|  | Vagaceratops irvinensis   |
|  |                           |

|  | Mojoceratops perifania                                                       |
|  |                                                                              |
|  | \| \| Chasmosaurus belli \| \| \| \| \| \| Chasmosaurus russelli \| \| \| \| |
|  |                                                                              |
|  | Chasmosaurus belli                                                           |
|  |                                                                              |
|  | Chasmosaurus russelli                                                        |
|  |                                                                              |

|  | Chasmosaurus belli    |
|  |                       |
|  | Chasmosaurus russelli |
|  |                       |

|  | Mojoceratops perifania                                                       |
|  |                                                                              |
|  | \| \| Chasmosaurus belli \| \| \| \| \| \| Chasmosaurus russelli \| \| \| \| |
|  |                                                                              |
|  | Chasmosaurus belli                                                           |
|  |                                                                              |
|  | Chasmosaurus russelli                                                        |
|  |                                                                              |

|  | Chasmosaurus belli    |
|  |                       |
|  | Chasmosaurus russelli |
|  |                       |

|  | Anchiceratops ornatus                                                        |
|  |                                                                              |
|  | Regaliceratops peterhewsi                                                    |
|  |                                                                              |
|  | \| \| Arrhinoceratops brachyops \| \| \| \| \| \| Triceratopsini \| \| \| \| |
|  |                                                                              |
|  | Arrhinoceratops brachyops                                                    |
|  |                                                                              |
|  | Triceratopsini                                                               |
|  |                                                                              |

|  | Arrhinoceratops brachyops |
|  |                           |
|  | Triceratopsini            |
|  |                           |

|  | Spiclypeus shipporum                                                                  |
|  |                                                                                       |
|  | \| \| Kosmoceratops richardsoni \| \| \| \| \| \| Vagaceratops irvinensis \| \| \| \| |
|  |                                                                                       |
|  | Kosmoceratops richardsoni                                                             |
|  |                                                                                       |
|  | Vagaceratops irvinensis                                                               |
|  |                                                                                       |

|  | Kosmoceratops richardsoni |
|  |                           |
|  | Vagaceratops irvinensis   |
|  |                           |

|  | Spiclypeus shipporum                                                                  |
|  |                                                                                       |
|  | \| \| Kosmoceratops richardsoni \| \| \| \| \| \| Vagaceratops irvinensis \| \| \| \| |
|  |                                                                                       |
|  | Kosmoceratops richardsoni                                                             |
|  |                                                                                       |
|  | Vagaceratops irvinensis                                                               |
|  |                                                                                       |

|  | Kosmoceratops richardsoni |
|  |                           |
|  | Vagaceratops irvinensis   |
|  |                           |

|  | Spiclypeus shipporum                                                                  |
|  |                                                                                       |
|  | \| \| Kosmoceratops richardsoni \| \| \| \| \| \| Vagaceratops irvinensis \| \| \| \| |
|  |                                                                                       |
|  | Kosmoceratops richardsoni                                                             |
|  |                                                                                       |
|  | Vagaceratops irvinensis                                                               |
|  |                                                                                       |

|  | Kosmoceratops richardsoni |
|  |                           |
|  | Vagaceratops irvinensis   |
|  |                           |

|  | Spiclypeus shipporum                                                                  |
|  |                                                                                       |
|  | \| \| Kosmoceratops richardsoni \| \| \| \| \| \| Vagaceratops irvinensis \| \| \| \| |
|  |                                                                                       |
|  | Kosmoceratops richardsoni                                                             |
|  |                                                                                       |
|  | Vagaceratops irvinensis                                                               |
|  |                                                                                       |

|  | Kosmoceratops richardsoni |
|  |                           |
|  | Vagaceratops irvinensis   |
|  |                           |

|  | Mojoceratops perifania                                                       |
|  |                                                                              |
|  | \| \| Chasmosaurus belli \| \| \| \| \| \| Chasmosaurus russelli \| \| \| \| |
|  |                                                                              |
|  | Chasmosaurus belli                                                           |
|  |                                                                              |
|  | Chasmosaurus russelli                                                        |
|  |                                                                              |

|  | Chasmosaurus belli    |
|  |                       |
|  | Chasmosaurus russelli |
|  |                       |

|  | Mojoceratops perifania                                                       |
|  |                                                                              |
|  | \| \| Chasmosaurus belli \| \| \| \| \| \| Chasmosaurus russelli \| \| \| \| |
|  |                                                                              |
|  | Chasmosaurus belli                                                           |
|  |                                                                              |
|  | Chasmosaurus russelli                                                        |
|  |                                                                              |

|  | Chasmosaurus belli    |
|  |                       |
|  | Chasmosaurus russelli |
|  |                       |

|  | Spiclypeus shipporum                                                                  |
|  |                                                                                       |
|  | \| \| Kosmoceratops richardsoni \| \| \| \| \| \| Vagaceratops irvinensis \| \| \| \| |
|  |                                                                                       |
|  | Kosmoceratops richardsoni                                                             |
|  |                                                                                       |
|  | Vagaceratops irvinensis                                                               |
|  |                                                                                       |

|  | Kosmoceratops richardsoni |
|  |                           |
|  | Vagaceratops irvinensis   |
|  |                           |

|  | Spiclypeus shipporum                                                                  |
|  |                                                                                       |
|  | \| \| Kosmoceratops richardsoni \| \| \| \| \| \| Vagaceratops irvinensis \| \| \| \| |
|  |                                                                                       |
|  | Kosmoceratops richardsoni                                                             |
|  |                                                                                       |
|  | Vagaceratops irvinensis                                                               |
|  |                                                                                       |

|  | Kosmoceratops richardsoni |
|  |                           |
|  | Vagaceratops irvinensis   |
|  |                           |

|  | Spiclypeus shipporum                                                                  |
|  |                                                                                       |
|  | \| \| Kosmoceratops richardsoni \| \| \| \| \| \| Vagaceratops irvinensis \| \| \| \| |
|  |                                                                                       |
|  | Kosmoceratops richardsoni                                                             |
|  |                                                                                       |
|  | Vagaceratops irvinensis                                                               |
|  |                                                                                       |

|  | Kosmoceratops richardsoni |
|  |                           |
|  | Vagaceratops irvinensis   |
|  |                           |

|  | Spiclypeus shipporum                                                                  |
|  |                                                                                       |
|  | \| \| Kosmoceratops richardsoni \| \| \| \| \| \| Vagaceratops irvinensis \| \| \| \| |
|  |                                                                                       |
|  | Kosmoceratops richardsoni                                                             |
|  |                                                                                       |
|  | Vagaceratops irvinensis                                                               |
|  |                                                                                       |

|  | Kosmoceratops richardsoni |
|  |                           |
|  | Vagaceratops irvinensis   |
|  |                           |

|  | Mojoceratops perifania                                                       |
|  |                                                                              |
|  | \| \| Chasmosaurus belli \| \| \| \| \| \| Chasmosaurus russelli \| \| \| \| |
|  |                                                                              |
|  | Chasmosaurus belli                                                           |
|  |                                                                              |
|  | Chasmosaurus russelli                                                        |
|  |                                                                              |

|  | Chasmosaurus belli    |
|  |                       |
|  | Chasmosaurus russelli |
|  |                       |

|  | Mojoceratops perifania                                                       |
|  |                                                                              |
|  | \| \| Chasmosaurus belli \| \| \| \| \| \| Chasmosaurus russelli \| \| \| \| |
|  |                                                                              |
|  | Chasmosaurus belli                                                           |
|  |                                                                              |
|  | Chasmosaurus russelli                                                        |
|  |                                                                              |

|  | Chasmosaurus belli    |
|  |                       |
|  | Chasmosaurus russelli |
|  |                       |

|  | Spiclypeus shipporum                                                                  |
|  |                                                                                       |
|  | \| \| Kosmoceratops richardsoni \| \| \| \| \| \| Vagaceratops irvinensis \| \| \| \| |
|  |                                                                                       |
|  | Kosmoceratops richardsoni                                                             |
|  |                                                                                       |
|  | Vagaceratops irvinensis                                                               |
|  |                                                                                       |

|  | Kosmoceratops richardsoni |
|  |                           |
|  | Vagaceratops irvinensis   |
|  |                           |

|  | Spiclypeus shipporum                                                                  |
|  |                                                                                       |
|  | \| \| Kosmoceratops richardsoni \| \| \| \| \| \| Vagaceratops irvinensis \| \| \| \| |
|  |                                                                                       |
|  | Kosmoceratops richardsoni                                                             |
|  |                                                                                       |
|  | Vagaceratops irvinensis                                                               |
|  |                                                                                       |

|  | Kosmoceratops richardsoni |
|  |                           |
|  | Vagaceratops irvinensis   |
|  |                           |

|  | Spiclypeus shipporum                                                                  |
|  |                                                                                       |
|  | \| \| Kosmoceratops richardsoni \| \| \| \| \| \| Vagaceratops irvinensis \| \| \| \| |
|  |                                                                                       |
|  | Kosmoceratops richardsoni                                                             |
|  |                                                                                       |
|  | Vagaceratops irvinensis                                                               |
|  |                                                                                       |

|  | Kosmoceratops richardsoni |
|  |                           |
|  | Vagaceratops irvinensis   |
|  |                           |

|  | Spiclypeus shipporum                                                                  |
|  |                                                                                       |
|  | \| \| Kosmoceratops richardsoni \| \| \| \| \| \| Vagaceratops irvinensis \| \| \| \| |
|  |                                                                                       |
|  | Kosmoceratops richardsoni                                                             |
|  |                                                                                       |
|  | Vagaceratops irvinensis                                                               |
|  |                                                                                       |

|  | Kosmoceratops richardsoni |
|  |                           |
|  | Vagaceratops irvinensis   |
|  |                           |

|  | Mojoceratops perifania                                                       |
|  |                                                                              |
|  | \| \| Chasmosaurus belli \| \| \| \| \| \| Chasmosaurus russelli \| \| \| \| |
|  |                                                                              |
|  | Chasmosaurus belli                                                           |
|  |                                                                              |
|  | Chasmosaurus russelli                                                        |
|  |                                                                              |

|  | Chasmosaurus belli    |
|  |                       |
|  | Chasmosaurus russelli |
|  |                       |

|  | Mojoceratops perifania                                                       |
|  |                                                                              |
|  | \| \| Chasmosaurus belli \| \| \| \| \| \| Chasmosaurus russelli \| \| \| \| |
|  |                                                                              |
|  | Chasmosaurus belli                                                           |
|  |                                                                              |
|  | Chasmosaurus russelli                                                        |
|  |                                                                              |

|  | Chasmosaurus belli    |
|  |                       |
|  | Chasmosaurus russelli |
|  |                       |

|  | Spiclypeus shipporum                                                                  |
|  |                                                                                       |
|  | \| \| Kosmoceratops richardsoni \| \| \| \| \| \| Vagaceratops irvinensis \| \| \| \| |
|  |                                                                                       |
|  | Kosmoceratops richardsoni                                                             |
|  |                                                                                       |
|  | Vagaceratops irvinensis                                                               |
|  |                                                                                       |

|  | Kosmoceratops richardsoni |
|  |                           |
|  | Vagaceratops irvinensis   |
|  |                           |

|  | Spiclypeus shipporum                                                                  |
|  |                                                                                       |
|  | \| \| Kosmoceratops richardsoni \| \| \| \| \| \| Vagaceratops irvinensis \| \| \| \| |
|  |                                                                                       |
|  | Kosmoceratops richardsoni                                                             |
|  |                                                                                       |
|  | Vagaceratops irvinensis                                                               |
|  |                                                                                       |

|  | Kosmoceratops richardsoni |
|  |                           |
|  | Vagaceratops irvinensis   |
|  |                           |

|  | Spiclypeus shipporum                                                                  |
|  |                                                                                       |
|  | \| \| Kosmoceratops richardsoni \| \| \| \| \| \| Vagaceratops irvinensis \| \| \| \| |
|  |                                                                                       |
|  | Kosmoceratops richardsoni                                                             |
|  |                                                                                       |
|  | Vagaceratops irvinensis                                                               |
|  |                                                                                       |

|  | Kosmoceratops richardsoni |
|  |                           |
|  | Vagaceratops irvinensis   |
|  |                           |

|  | Spiclypeus shipporum                                                                  |
|  |                                                                                       |
|  | \| \| Kosmoceratops richardsoni \| \| \| \| \| \| Vagaceratops irvinensis \| \| \| \| |
|  |                                                                                       |
|  | Kosmoceratops richardsoni                                                             |
|  |                                                                                       |
|  | Vagaceratops irvinensis                                                               |
|  |                                                                                       |

|  | Kosmoceratops richardsoni |
|  |                           |
|  | Vagaceratops irvinensis   |
|  |                           |

|  | Mojoceratops perifania                                                       |
|  |                                                                              |
|  | \| \| Chasmosaurus belli \| \| \| \| \| \| Chasmosaurus russelli \| \| \| \| |
|  |                                                                              |
|  | Chasmosaurus belli                                                           |
|  |                                                                              |
|  | Chasmosaurus russelli                                                        |
|  |                                                                              |

|  | Chasmosaurus belli    |
|  |                       |
|  | Chasmosaurus russelli |
|  |                       |

|  | Mojoceratops perifania                                                       |
|  |                                                                              |
|  | \| \| Chasmosaurus belli \| \| \| \| \| \| Chasmosaurus russelli \| \| \| \| |
|  |                                                                              |
|  | Chasmosaurus belli                                                           |
|  |                                                                              |
|  | Chasmosaurus russelli                                                        |
|  |                                                                              |

|  | Chasmosaurus belli    |
|  |                       |
|  | Chasmosaurus russelli |
|  |                       |

|  | Anchiceratops ornatus                                                        |
|  |                                                                              |
|  | Regaliceratops peterhewsi                                                    |
|  |                                                                              |
|  | \| \| Arrhinoceratops brachyops \| \| \| \| \| \| Triceratopsini \| \| \| \| |
|  |                                                                              |
|  | Arrhinoceratops brachyops                                                    |
|  |                                                                              |
|  | Triceratopsini                                                               |
|  |                                                                              |

|  | Arrhinoceratops brachyops |
|  |                           |
|  | Triceratopsini            |
|  |                           |

|  | Spiclypeus shipporum                                                                  |
|  |                                                                                       |
|  | \| \| Kosmoceratops richardsoni \| \| \| \| \| \| Vagaceratops irvinensis \| \| \| \| |
|  |                                                                                       |
|  | Kosmoceratops richardsoni                                                             |
|  |                                                                                       |
|  | Vagaceratops irvinensis                                                               |
|  |                                                                                       |

|  | Kosmoceratops richardsoni |
|  |                           |
|  | Vagaceratops irvinensis   |
|  |                           |

|  | Spiclypeus shipporum                                                                  |
|  |                                                                                       |
|  | \| \| Kosmoceratops richardsoni \| \| \| \| \| \| Vagaceratops irvinensis \| \| \| \| |
|  |                                                                                       |
|  | Kosmoceratops richardsoni                                                             |
|  |                                                                                       |
|  | Vagaceratops irvinensis                                                               |
|  |                                                                                       |

|  | Kosmoceratops richardsoni |
|  |                           |
|  | Vagaceratops irvinensis   |
|  |                           |

|  | Spiclypeus shipporum                                                                  |
|  |                                                                                       |
|  | \| \| Kosmoceratops richardsoni \| \| \| \| \| \| Vagaceratops irvinensis \| \| \| \| |
|  |                                                                                       |
|  | Kosmoceratops richardsoni                                                             |
|  |                                                                                       |
|  | Vagaceratops irvinensis                                                               |
|  |                                                                                       |

|  | Kosmoceratops richardsoni |
|  |                           |
|  | Vagaceratops irvinensis   |
|  |                           |

|  | Spiclypeus shipporum                                                                  |
|  |                                                                                       |
|  | \| \| Kosmoceratops richardsoni \| \| \| \| \| \| Vagaceratops irvinensis \| \| \| \| |
|  |                                                                                       |
|  | Kosmoceratops richardsoni                                                             |
|  |                                                                                       |
|  | Vagaceratops irvinensis                                                               |
|  |                                                                                       |

|  | Kosmoceratops richardsoni |
|  |                           |
|  | Vagaceratops irvinensis   |
|  |                           |

|  | Mojoceratops perifania                                                       |
|  |                                                                              |
|  | \| \| Chasmosaurus belli \| \| \| \| \| \| Chasmosaurus russelli \| \| \| \| |
|  |                                                                              |
|  | Chasmosaurus belli                                                           |
|  |                                                                              |
|  | Chasmosaurus russelli                                                        |
|  |                                                                              |

|  | Chasmosaurus belli    |
|  |                       |
|  | Chasmosaurus russelli |
|  |                       |

|  | Mojoceratops perifania                                                       |
|  |                                                                              |
|  | \| \| Chasmosaurus belli \| \| \| \| \| \| Chasmosaurus russelli \| \| \| \| |
|  |                                                                              |
|  | Chasmosaurus belli                                                           |
|  |                                                                              |
|  | Chasmosaurus russelli                                                        |
|  |                                                                              |

|  | Chasmosaurus belli    |
|  |                       |
|  | Chasmosaurus russelli |
|  |                       |

|  | Spiclypeus shipporum                                                                  |
|  |                                                                                       |
|  | \| \| Kosmoceratops richardsoni \| \| \| \| \| \| Vagaceratops irvinensis \| \| \| \| |
|  |                                                                                       |
|  | Kosmoceratops richardsoni                                                             |
|  |                                                                                       |
|  | Vagaceratops irvinensis                                                               |
|  |                                                                                       |

|  | Kosmoceratops richardsoni |
|  |                           |
|  | Vagaceratops irvinensis   |
|  |                           |

|  | Spiclypeus shipporum                                                                  |
|  |                                                                                       |
|  | \| \| Kosmoceratops richardsoni \| \| \| \| \| \| Vagaceratops irvinensis \| \| \| \| |
|  |                                                                                       |
|  | Kosmoceratops richardsoni                                                             |
|  |                                                                                       |
|  | Vagaceratops irvinensis                                                               |
|  |                                                                                       |

|  | Kosmoceratops richardsoni |
|  |                           |
|  | Vagaceratops irvinensis   |
|  |                           |

|  | Spiclypeus shipporum                                                                  |
|  |                                                                                       |
|  | \| \| Kosmoceratops richardsoni \| \| \| \| \| \| Vagaceratops irvinensis \| \| \| \| |
|  |                                                                                       |
|  | Kosmoceratops richardsoni                                                             |
|  |                                                                                       |
|  | Vagaceratops irvinensis                                                               |
|  |                                                                                       |

|  | Kosmoceratops richardsoni |
|  |                           |
|  | Vagaceratops irvinensis   |
|  |                           |

|  | Spiclypeus shipporum                                                                  |
|  |                                                                                       |
|  | \| \| Kosmoceratops richardsoni \| \| \| \| \| \| Vagaceratops irvinensis \| \| \| \| |
|  |                                                                                       |
|  | Kosmoceratops richardsoni                                                             |
|  |                                                                                       |
|  | Vagaceratops irvinensis                                                               |
|  |                                                                                       |

|  | Kosmoceratops richardsoni |
|  |                           |
|  | Vagaceratops irvinensis   |
|  |                           |

|  | Mojoceratops perifania                                                       |
|  |                                                                              |
|  | \| \| Chasmosaurus belli \| \| \| \| \| \| Chasmosaurus russelli \| \| \| \| |
|  |                                                                              |
|  | Chasmosaurus belli                                                           |
|  |                                                                              |
|  | Chasmosaurus russelli                                                        |
|  |                                                                              |

|  | Chasmosaurus belli    |
|  |                       |
|  | Chasmosaurus russelli |
|  |                       |

|  | Mojoceratops perifania                                                       |
|  |                                                                              |
|  | \| \| Chasmosaurus belli \| \| \| \| \| \| Chasmosaurus russelli \| \| \| \| |
|  |                                                                              |
|  | Chasmosaurus belli                                                           |
|  |                                                                              |
|  | Chasmosaurus russelli                                                        |
|  |                                                                              |

|  | Chasmosaurus belli    |
|  |                       |
|  | Chasmosaurus russelli |
|  |                       |

|  | Spiclypeus shipporum                                                                  |
|  |                                                                                       |
|  | \| \| Kosmoceratops richardsoni \| \| \| \| \| \| Vagaceratops irvinensis \| \| \| \| |
|  |                                                                                       |
|  | Kosmoceratops richardsoni                                                             |
|  |                                                                                       |
|  | Vagaceratops irvinensis                                                               |
|  |                                                                                       |

|  | Kosmoceratops richardsoni |
|  |                           |
|  | Vagaceratops irvinensis   |
|  |                           |

|  | Spiclypeus shipporum                                                                  |
|  |                                                                                       |
|  | \| \| Kosmoceratops richardsoni \| \| \| \| \| \| Vagaceratops irvinensis \| \| \| \| |
|  |                                                                                       |
|  | Kosmoceratops richardsoni                                                             |
|  |                                                                                       |
|  | Vagaceratops irvinensis                                                               |
|  |                                                                                       |

|  | Kosmoceratops richardsoni |
|  |                           |
|  | Vagaceratops irvinensis   |
|  |                           |

|  | Spiclypeus shipporum                                                                  |
|  |                                                                                       |
|  | \| \| Kosmoceratops richardsoni \| \| \| \| \| \| Vagaceratops irvinensis \| \| \| \| |
|  |                                                                                       |
|  | Kosmoceratops richardsoni                                                             |
|  |                                                                                       |
|  | Vagaceratops irvinensis                                                               |
|  |                                                                                       |

|  | Kosmoceratops richardsoni |
|  |                           |
|  | Vagaceratops irvinensis   |
|  |                           |

|  | Spiclypeus shipporum                                                                  |
|  |                                                                                       |
|  | \| \| Kosmoceratops richardsoni \| \| \| \| \| \| Vagaceratops irvinensis \| \| \| \| |
|  |                                                                                       |
|  | Kosmoceratops richardsoni                                                             |
|  |                                                                                       |
|  | Vagaceratops irvinensis                                                               |
|  |                                                                                       |

|  | Kosmoceratops richardsoni |
|  |                           |
|  | Vagaceratops irvinensis   |
|  |                           |

|  | Mojoceratops perifania                                                       |
|  |                                                                              |
|  | \| \| Chasmosaurus belli \| \| \| \| \| \| Chasmosaurus russelli \| \| \| \| |
|  |                                                                              |
|  | Chasmosaurus belli                                                           |
|  |                                                                              |
|  | Chasmosaurus russelli                                                        |
|  |                                                                              |

|  | Chasmosaurus belli    |
|  |                       |
|  | Chasmosaurus russelli |
|  |                       |

|  | Mojoceratops perifania                                                       |
|  |                                                                              |
|  | \| \| Chasmosaurus belli \| \| \| \| \| \| Chasmosaurus russelli \| \| \| \| |
|  |                                                                              |
|  | Chasmosaurus belli                                                           |
|  |                                                                              |
|  | Chasmosaurus russelli                                                        |
|  |                                                                              |

|  | Chasmosaurus belli    |
|  |                       |
|  | Chasmosaurus russelli |
|  |                       |

|  | Spiclypeus shipporum                                                                  |
|  |                                                                                       |
|  | \| \| Kosmoceratops richardsoni \| \| \| \| \| \| Vagaceratops irvinensis \| \| \| \| |
|  |                                                                                       |
|  | Kosmoceratops richardsoni                                                             |
|  |                                                                                       |
|  | Vagaceratops irvinensis                                                               |
|  |                                                                                       |

|  | Kosmoceratops richardsoni |
|  |                           |
|  | Vagaceratops irvinensis   |
|  |                           |

|  | Spiclypeus shipporum                                                                  |
|  |                                                                                       |
|  | \| \| Kosmoceratops richardsoni \| \| \| \| \| \| Vagaceratops irvinensis \| \| \| \| |
|  |                                                                                       |
|  | Kosmoceratops richardsoni                                                             |
|  |                                                                                       |
|  | Vagaceratops irvinensis                                                               |
|  |                                                                                       |

|  | Kosmoceratops richardsoni |
|  |                           |
|  | Vagaceratops irvinensis   |
|  |                           |

|  | Spiclypeus shipporum                                                                  |
|  |                                                                                       |
|  | \| \| Kosmoceratops richardsoni \| \| \| \| \| \| Vagaceratops irvinensis \| \| \| \| |
|  |                                                                                       |
|  | Kosmoceratops richardsoni                                                             |
|  |                                                                                       |
|  | Vagaceratops irvinensis                                                               |
|  |                                                                                       |

|  | Kosmoceratops richardsoni |
|  |                           |
|  | Vagaceratops irvinensis   |
|  |                           |

|  | Spiclypeus shipporum                                                                  |
|  |                                                                                       |
|  | \| \| Kosmoceratops richardsoni \| \| \| \| \| \| Vagaceratops irvinensis \| \| \| \| |
|  |                                                                                       |
|  | Kosmoceratops richardsoni                                                             |
|  |                                                                                       |
|  | Vagaceratops irvinensis                                                               |
|  |                                                                                       |

|  | Kosmoceratops richardsoni |
|  |                           |
|  | Vagaceratops irvinensis   |
|  |                           |

|  | Mojoceratops perifania                                                       |
|  |                                                                              |
|  | \| \| Chasmosaurus belli \| \| \| \| \| \| Chasmosaurus russelli \| \| \| \| |
|  |                                                                              |
|  | Chasmosaurus belli                                                           |
|  |                                                                              |
|  | Chasmosaurus russelli                                                        |
|  |                                                                              |

|  | Chasmosaurus belli    |
|  |                       |
|  | Chasmosaurus russelli |
|  |                       |

|  | Mojoceratops perifania                                                       |
|  |                                                                              |
|  | \| \| Chasmosaurus belli \| \| \| \| \| \| Chasmosaurus russelli \| \| \| \| |
|  |                                                                              |
|  | Chasmosaurus belli                                                           |
|  |                                                                              |
|  | Chasmosaurus russelli                                                        |
|  |                                                                              |

|  | Chasmosaurus belli    |
|  |                       |
|  | Chasmosaurus russelli |
|  |                       |

|  | Anchiceratops ornatus                                                        |
|  |                                                                              |
|  | Regaliceratops peterhewsi                                                    |
|  |                                                                              |
|  | \| \| Arrhinoceratops brachyops \| \| \| \| \| \| Triceratopsini \| \| \| \| |
|  |                                                                              |
|  | Arrhinoceratops brachyops                                                    |
|  |                                                                              |
|  | Triceratopsini                                                               |
|  |                                                                              |

|  | Arrhinoceratops brachyops |
|  |                           |
|  | Triceratopsini            |
|  |                           |

## Patología y crecimiento

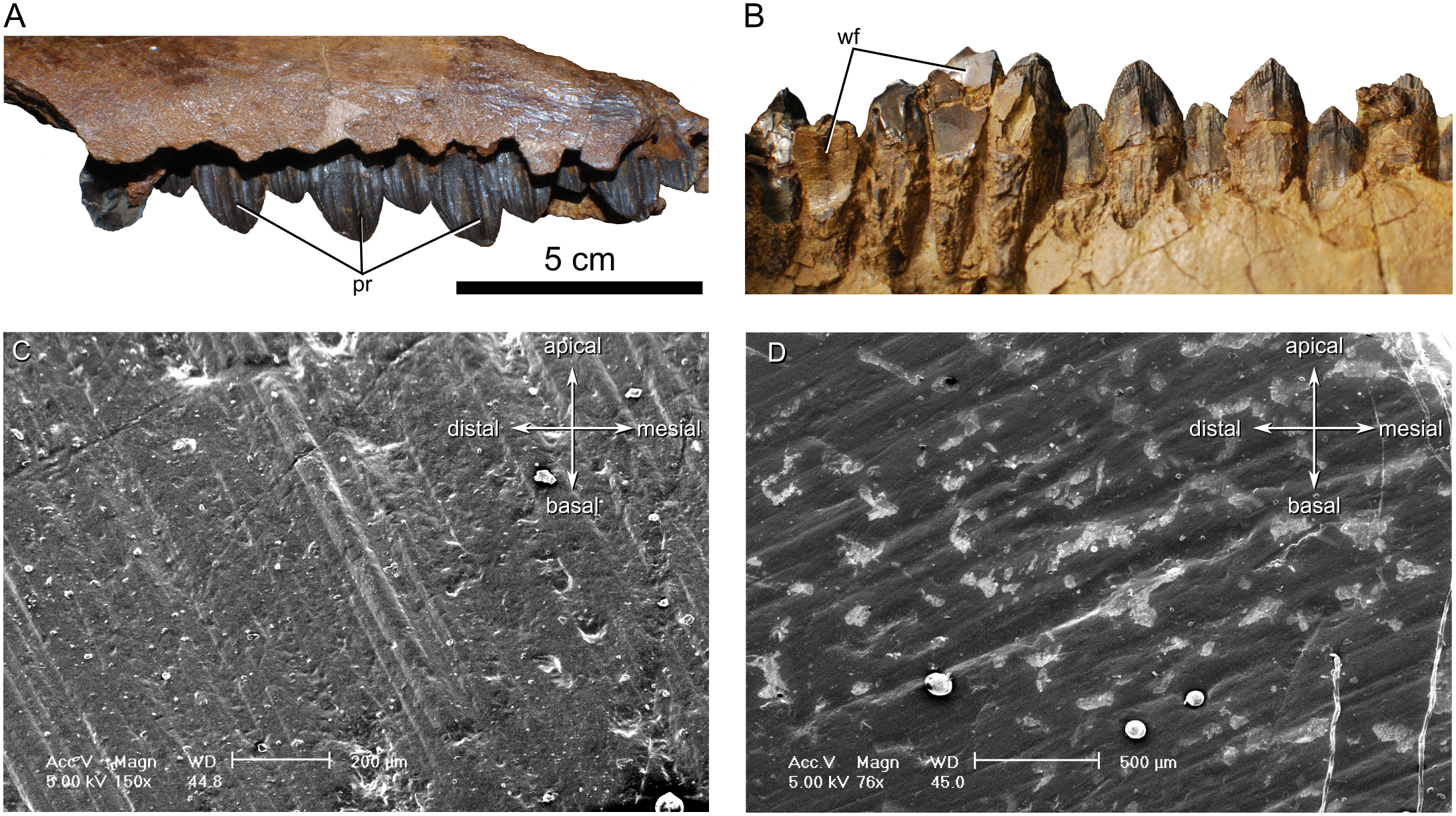
Dientes y microdesgaste

El espécimen tipo de Spiclypeus parece haber tenido una significativa infección en su gola, la cual se ha considerado por algunos como una herida infligida por un rival de su misma especie. Sin embargo, se necesita más evidencia para determinar la causa de la infección.  El examen de los huesos del espécimen también indica que corresponde a un individuo maduro, de al menos diez años de edad ya que no hay signos del crecimiento rápido asociado con los ceratopsios juveniles. Tanto el escamoso izquierdo como el derecho habían recibido lesiones longitudinales. En sí mismo no es excepcional que los individuos adultos desarrollaran agujeros en sus escamosos, debido a la reabsorción ósea a una edad avanzada. Sin embargo, las perforaciones en el escudo del holotipo deSpiclypeus se diferencian por tener una orientación paralela y estar ubicados cerca del borde del volante. Se concluyó que probablemente eran el resultado de un combate intraespecífico, los cuernos de la frente de un oponente habían perforado el hueso del escudo.

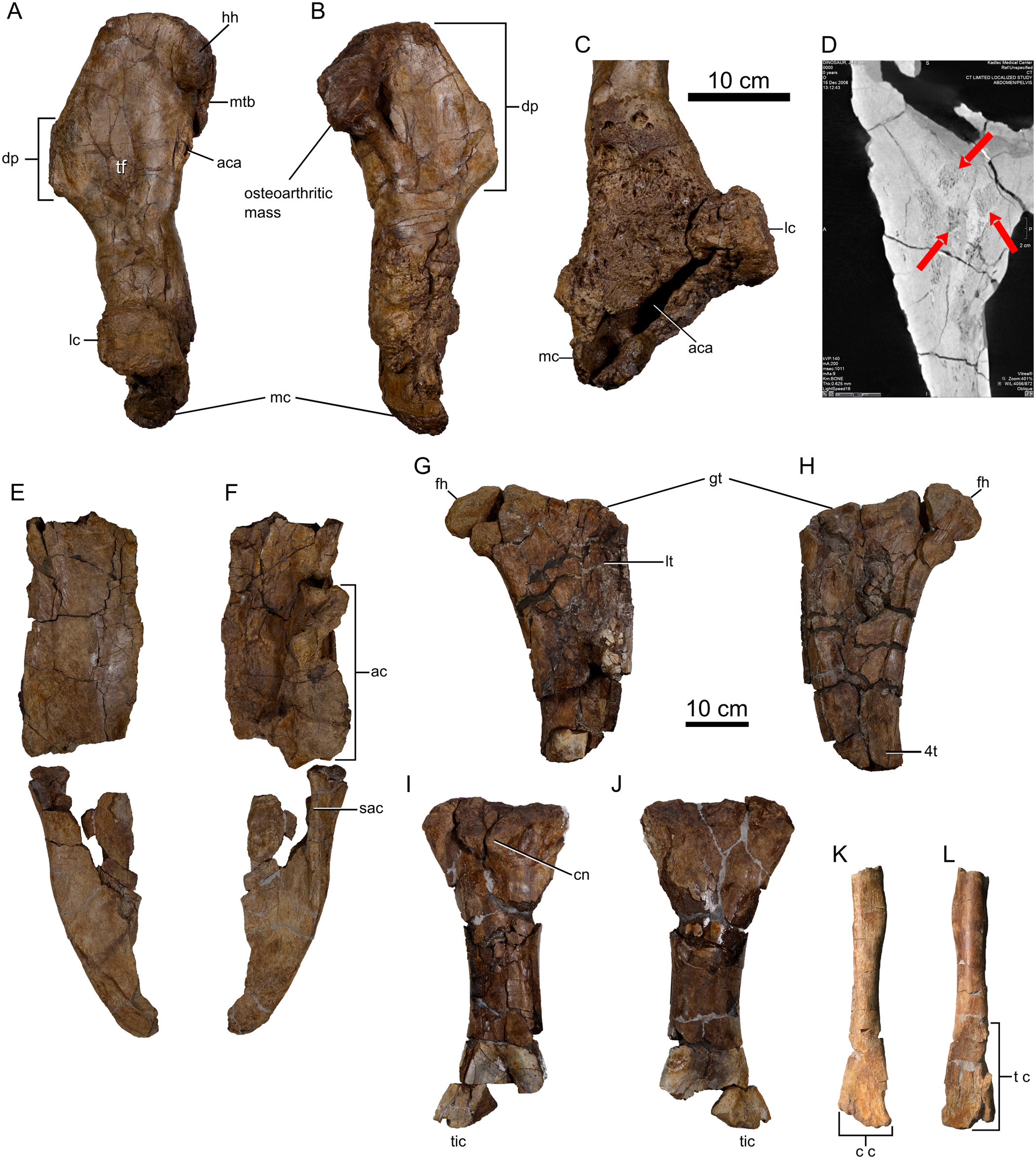
Húmero con evidencia de infección (A y D) e ilion, fémur, tibia y peroné

Otra infección mucho más grave estaba presente en el húmero izquierdo. Toda la mitad inferior del hueso estaba enferma. La mayor parte de la superficie articular inferior debe haber sido disfuncional, un gran absceso que se había comido en gran parte los cóndilos. El hueso había sido reelaborado en reacción, girando la articulación más de 90° desde su orientación normal. En el medio del pozo se había desarrollado un canal de drenaje profundo, a través del cual salió el pus. La extensa remodelación del hueso muestra que la infección no había sido letal de inmediato y quizás fue el resultado de una tuberculosis o un hongo menos virulento . La parte superior del húmero también estaba patológica, mostrando una gran masa ósea artrítica.
El examen de los huesos del espécimen también indica que este espécimen era un individuo maduro de al menos diez años de edad, ya que no había signos de crecimiento rápido en curso asociado con ceratopsianos juveniles. Se cortó el hueso de la pantorrilla para determinar el número de "líneas de crecimiento detenido" que generalmente se interpretan como líneas de crecimiento anual. Siete de estos LAG están presentes y probablemente un número mínimo de tres líneas haya sido ocultadas por procesos de crecimiento posteriores, lo que da como resultado una edad mínima estimada de diez años. El hecho de que el individuo holotipo haya alcanzado una edad relativamente avanzada a pesar de las infecciones graves refleja la constitución generalmente robusta del ceratópsido.